# Jake Michaels
Jake Michaels (ur. 1981 w Trypolisie) – kanadyjski aktor filmowy i telewizyjny, scenarzysta, producent i reżyser pochodzenia polskiego.

## Życiorys
Urodził się w Trypolisie, gdzie spędził pierwsze pół roku życia. Potem przeniósł się z rodzicami do Kanady. Jego matka pochodzi z Mińska Mazowieckiego, a ojciec z Inowrocławia. Jego rodzice wyjechali do Libii, gdzie pracowali na kontraktach jako inżynierowie budowlani. Mieszkał wraz z rodzicami też dwa lata w Ghanie. Przez dwa lata uczęszczał na zajęcia z języka polskiego na Uniwersytecie w Toronto.

## Filmografia

### filmy fabularne
- 2013: Perwersyjna siostra (Nurse 3-D) jako Nowy Tatuś
- 2014: Patch Town jako Max
- 2015: Antisocial 2 jako Dawson

### seriale TV
- 2011: Punkt krytyczny jako K-9 Handler / Tall Uni
- 2011: Combat Hospital jako Ice Cream Vendor
- 2012: Transporter jako Hans
- 2012−2013: Na dobre i na złe jako James Caldwell, mąż Hany
- 2013: Nikita jako rebeliant
- 2014: Zagubiona tożsamość jako właściciel
- 2015: Piękna i Bestia jako Smith
- 2016: Killjoys jako Bruxton
- 2016: W garniturach jako strażnik
- 2017: Conviction jako Scott Hill
- 2017: Szpital nadziei jako Kane
- 2017: Designated Survivor jako brygadier generał Hollister
- 2018: Trzy dni Kondora jako Ops Guy
- 2018: Titans jako Cliff Steele / Robotman